# Kommissionen Hallstein I
Kommissionen Hellstein var en europeisk kommission som var i tjänst mellan den 7 januari 1958 och den 9 januari 1962. Den bestod av en ordförande, Walter Hallstein, och åtta andra kommissionärer. Det var den första EU-kommissionen och ersattes 1962 av kommissionen Hallstein II, som även den leddes av Hallstein.

## Första Hallstein-kommissionen
Den första kommissionen var i tjänst mellan 7 januari 1958 och 9 januari 1962. Den bestod av nio kommissionärer: två från Västtyskland, Frankrike och Italien och en från Nederländerna, Belgien och Luxemburg.
| Ordförande                              |  | Walter Hallstein     | Konservativ | Västtyskland  |  |  |  |  |  |  |
| Jordbruk samt vice ordförande           |  | Sicco Mansholt       | Socialist   | Nederländerna |  |  |  |  |  |  |
| Ekonomi och finans samt vice ordförande |  | Robert Marjolin      | Socialist   | Frankrike     |  |  |  |  |  |  |
| Inre marknaden samt vice ordförande     |  | Piero Malvestiti     | Konservativ | Italien       |  |  |  |  |  |  |
| Utomlandstillväxt                       |  | Robert Lemaignen     | Konservativ | Frankrike     |  |  |  |  |  |  |
| Utrikesrelationer                       |  | Jean Rey             | Liberal     | Belgien       |  |  |  |  |  |  |
| Konkurrens                              |  | Hans von der Groeben | Konservativ | Västtyskland  |  |  |  |  |  |  |
| Socialfrågor                            |  | Giuseppe Petrilli    | Konservativ | Italien       |  |  |  |  |  |  |
| Transport                               |  | Michel Rasquin       | Socialist   | Luxemburg     |  |  |  |  |  |  |

27 april 1958 dog Michel Rasquin. Den 15 september 1959 avgick Piero Malvestiti efter att ha blivit vald till ordförande för Europeiska kol- och stålgemenskapen. I september 1960 avgick även Giuseppe Petrilli, även han italienare. Alla dessa tre kommissionärer ersattes av nya kommissionärer, som kom från samma land som deras föregångare och ansvarade för samma sakområde. Således var även följande personer ledamöter i kommissionen under en period:
| Piero Malvestiti (Inre marknaden) |  | Giuseppe Caron       | Konservativ | Italien   |  |  |  |  |  |  |
| Giuseppe Petrilli (Socialfrågor)  |  | Lionello Levi Sandri | Socialist   | Italien   |  |  |  |  |  |  |
| Michel Rasquin (Transport)        |  | Lambert Schaus       | Konservativ | Luxemburg |  |  |  |  |  |  |

### Summering: Politisk tillhörighet
| politisk tillhörighet | antal kommissionärer |
| --------------------- | -------------------- |
| Konservativ           | 7 (sju)              |
| Liberal               | 1 (en)               |
| Socialist             | 4 (fyra)             |

| Europeiska flaggan | EU-portalen – temasidan för Europeiska unionen på svenskspråkiga Wikipedia. |